# Serrolândia
Serrolândia este un oraș în statul Bahia (BA) din Brazilia.